# Troprsti tinamu
Quebracho kukmasti tinamu (lat. Eudromia formosa) je vrsta ptice iz roda Eudromia iz reda tinamuovki. Živi u suhim šumovitim staništima u Paragvaju i sjevernoj Argentini u Južnoj Americi. 

## Opis
Quebracho kukmasti tinamu prosječno je dug oko 39 centimetara. Gornji dijelovi su sivkasto-smeđi do crnkasti. Donji dijelovi su blijedo smećkasto-žute boje. Kukma je crna.
Hrani se plodovima s tla ili niskih grmova. Također se hrani i malom količinom manjih beskralježnjaka i biljnih dijelova. Mužjak inkubira jaja koja mogu biti od čak četiri različite ženke. Inkubacija obično traje 2-3 tjedna.

## Taksonomija
Quebracho kukmasti tinamu ima dvije podvrste. To su:
- E. formosa formosa, nominativna podvsta, živi u quebracho šumovitim krajevima u sjevernoj Argentini.
- E. formosa mira živi u suhim chaco područjima u Paragvaju i sjeverozapadnoj Argentini.

## Vanjske poveznice
|  | Zajednički poslužitelj ima još gradiva o temi Eudromia formosa |
|  | Wikivrste imaju podatke o taksonu Eudromia formosa             |